# Даново (Піський повіт)
Даново (пол. Danowo, нім. Dannowen, 1938-45: Siegenau) — село в Польщі, у гміні Біла Піська Піського повіту Вармінсько-Мазурського воєводства.
Населення — 67 осіб (2011).

## Демографія
Демографічна структура станом на 31 березня 2011 року:
|          | Загалом | Допрацездатний вік | Працездатний вік | Постпрацездатний вік |
| -------- | ------- | ------------------ | ---------------- | -------------------- |
| Чоловіки | 33      | 7                  | 26               | 0                    |
| Жінки    | 34      | 15                 | 17               | 2                    |
| Разом    | 67      | 22                 | 43               | 2                    |